# Droga ekspresowa 10 (Izrael)
Droga ekspresowa 10 (hebr.: כביש 10) – droga ekspresowa położona na pustyni Negew, na południu Izraela. Przebiega przez niemal całą granicę Izraela z Egiptem. Zaczyna się na północy przy granicy Strefy Gazy, a kończy na południu w górach w pobliżu Ejlatu.

## Przebieg
Droga ekspresowa nr 10 w rzeczywistości posiada status drogi międzymiastowej. Rozpoczyna się na skrzyżowaniu z drogą nr 232  przy przejściu granicznym Kerem Szalom, położonym na południe od kibucu Kerem Szalom, na granicy ze Strefą Gazy.
Następnie droga biegnie na południowy wschód wzdłuż granicy z Egiptem. Jest to droga graniczna, i z tego powodu jest patrolowana przez patrole Sił Obronnych Izraela. Wzdłuż drogi są położone również liczne posterunki obserwacyjne oraz bazy wojskowe.
Pierwszy odcinek drogi biegnie wzdłuż pól uprawnych. Następnie mija się położony na wschodzie moszaw Jewul, po minięciu którego droga wjeżdża w tereny pustynne Negewu. Po około 20 km dojeżdża się do wadi Nahal Nitsana, w której w porze deszczowej pojawia się okresowa rzeka. Znajduje się tutaj skrzyżowanie z lokalną drogą, którą można pojechać do położonego na południowym wschodzie moszawu Be’er Milka.

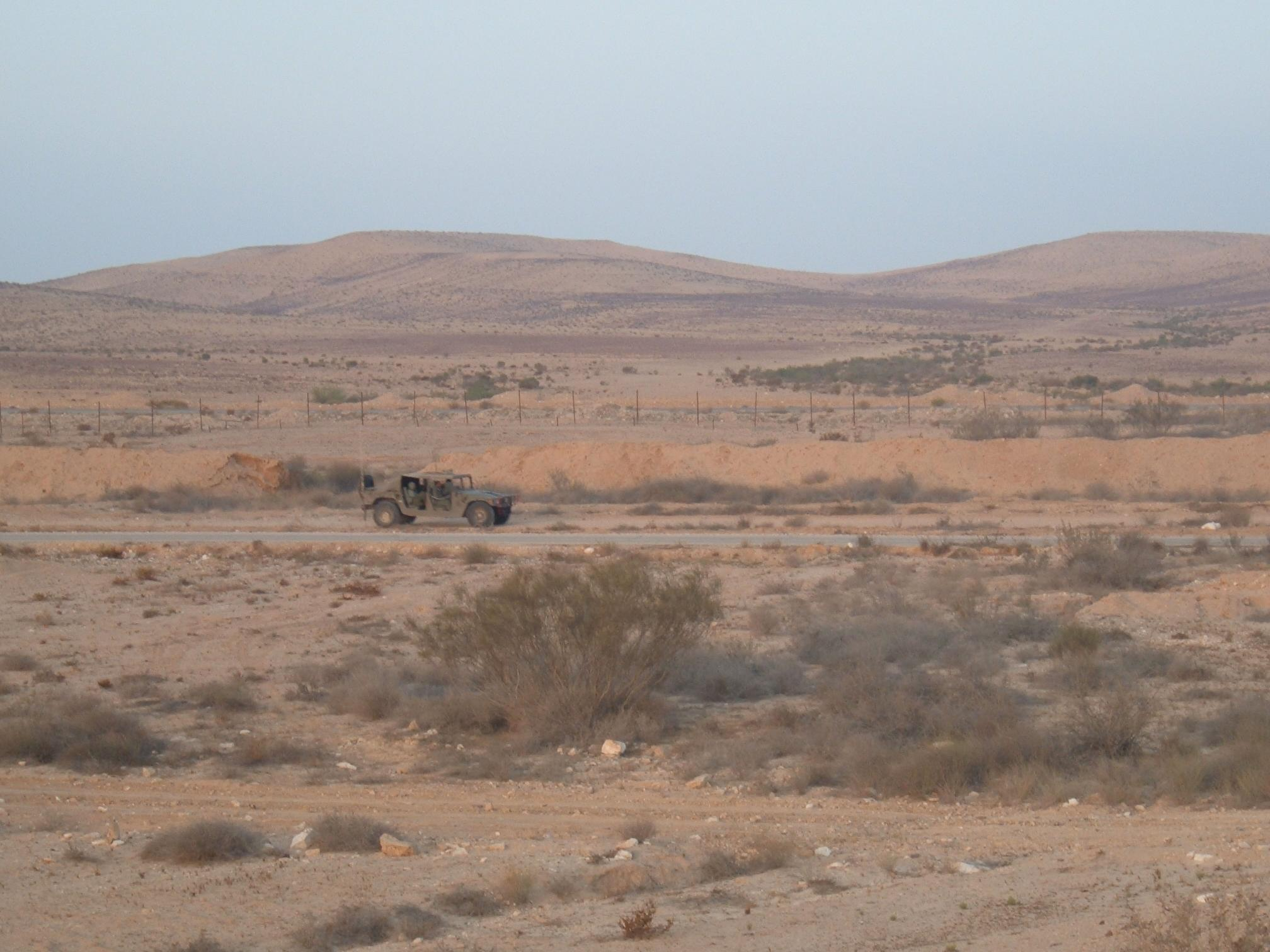
Izraelski patrol przy przejściu granicznym Niccana

Następnie droga wjeżdża na tereny wyżynne położone na wysokości 200 metrów n.p.m. i po 8 km dociera do położonej na wschodzie wioski Niccane Sinaj. Mija się tutaj położone na wschodzie nowoczesne uprawy rolnicze w szklarniach. Po około 0,5 km jest skrzyżowanie z lokalną drogą, która umożliwia dotarcie do wioski Niccana z pominięciem przejścia granicznego Niccana. Po 1,5 km droga dociera do przejścia granicznego Niccana, gdzie krzyżuje się z drogą nr 211 , którą jadąc na wschód dojeżdża się do wioski Niccana.
Droga dalej podąża w kierunku południowo-wschodnim i wjeżdża w górzyste rejony Negewu. Po wjechaniu na wysokość 300 metrów n.p.m. mija się położone na wschodzie i ukryte wśród gór tajne bazy wojskowe Sił Obronnych Izraela. Następnie droga zjeżdża do wadi Nahal Takif i ponownie wjeżdża na wysokość 300 metrów n.p.m. Po przejechaniu około 23 km dojeżdża się do skrzyżowania z lokalną drogą, którą jadąc na północny wschód można dojechać do wioski Ezuz.
Następnie droga przejeżdża przez masyw górski wznoszący się na wysokość ponad 600 metrów n.p.m. i zjeżdża na wysokość ponad 400 metrów n.p.m. do wadi Nahal Mitnan. Po jej minięciu droga wspina się na masyw górski o wysokości ponad 800 metrów n.p.m. Po przejechaniu 34 km dojeżdża się do wadi Horsha, gdzie znajduje się posterunek wojskowy Har Harif i skrzyżowanie z drogą nr 171 , którą jadąc na północny wschód dojeżdża się do portu lotniczego Micpe Ramon i drogi ekspresowej nr 40  (Kefar Sawa–Ketura).
Droga wykręca tutaj na południe i wspina się na masyw górski o wysokości ponad 800 metrów n.p.m. i na długości ponad 50 km wije się wśród pustynnych gór. Następnie zjeżdża na wysokość około 600 metrów n.p.m. do wadi Nahal Sagi i po kolejnych 30 km dociera do wadi Nahal Paran. Następnie mija po stronie wschodniej tereny olbrzymiego poligonu wojskowego i dociera do skrzyżowania Sayarim z drogą ekspresową nr 12  (Ne’ot Semadar-Ejlat). Drogą tą można dojechać do położonego na północnym wschodzie portu lotniczego Owda.